# یانبودو
یانبودو (به لاتین: Yanbodu) یک شهرک در جمهوری خلق چین است که در Cili County واقع شده‌است. یانبودو ۹۳٫۸۶ کیلومتر مربع مساحت و ۲۶٬۸۰۰ نفر جمعیت دارد.